# Wołga-Wołga
Wołga-Wołga (ros. Волга-Волга) – radziecka czarno-biała komedia utrzymana w tonacji musicalu z akcją na statku płynącym po rzece Wołga, oraz z muzyką i piosenkami Izaaka Dunajewskiego.
Wołga-Wołga była ulubionym filmem Stalina, który (według Aleksandrowa) miał w 1942 r. przesłać jego kopię prezydentowi USA Rooseveltowi.
Film ukazuje rywalizację dwóch amatorskich zespołów muzycznych, płynących Wołgą do Moskwy na festiwal.

## Obsada
- Lubow Orłowa
- Igor Iljinski
- Marija Mironowa
- Andriej Tutyszkin

## Kadry z filmu

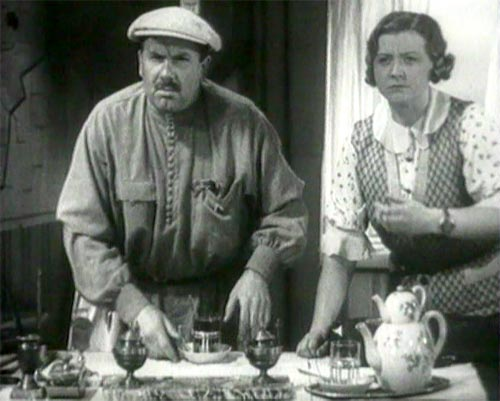
Igor Iljinski i Marija Mironowa
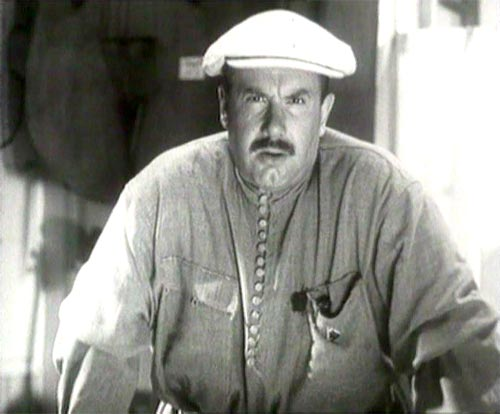
Igor Iljinski
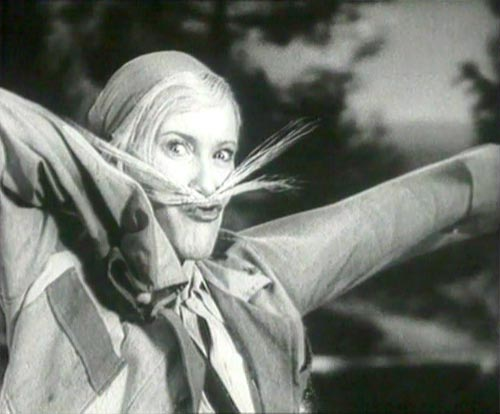
Lubow Orłowa
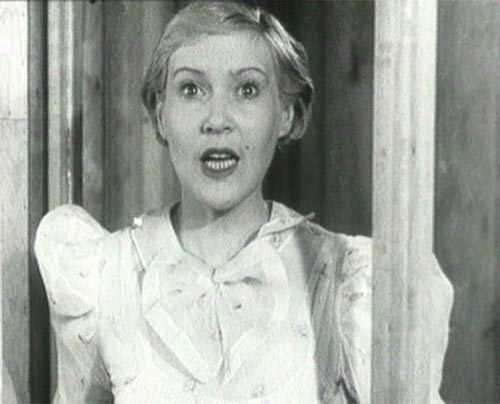
Lubow Orłowa
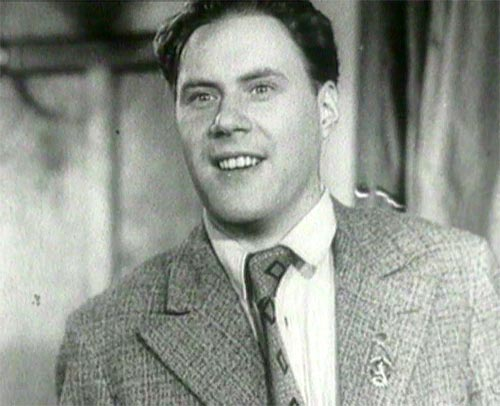
Andriej Tutyszkin